# Bisbat de Frejús i Toló

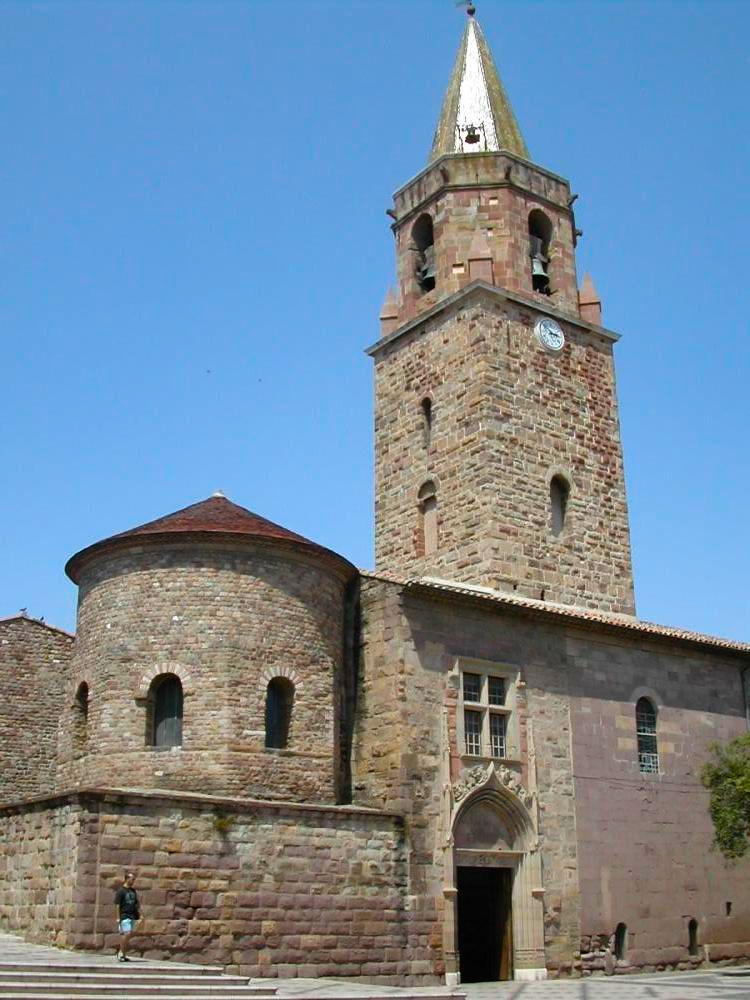
La cocatedral de Frejús.

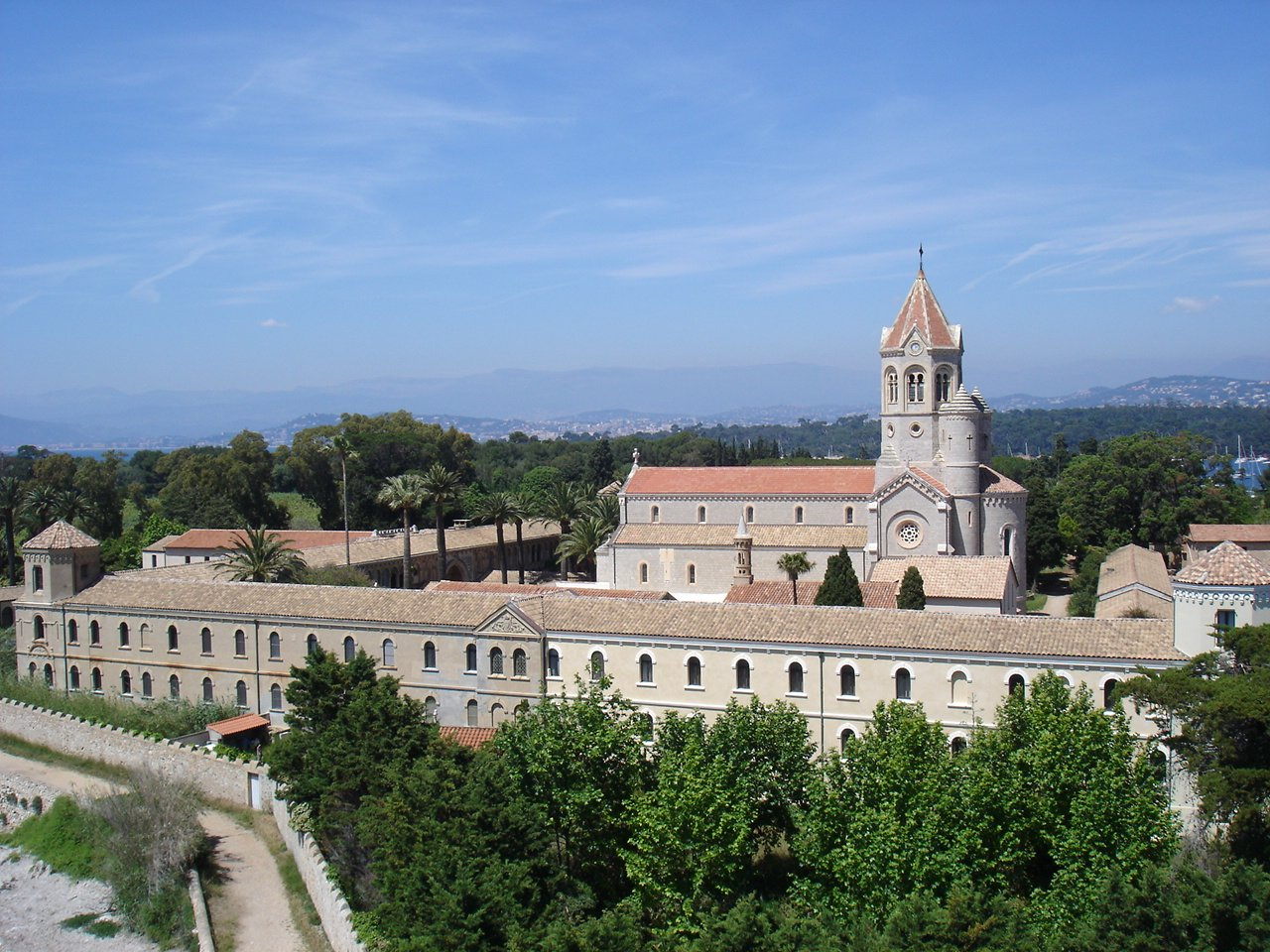
L'abadia de Lerino, fundada a finals del, avui al territori de la diòcesi de Frejús-Toló.

El bisbat de Frejús-Toló (francès: Diocèse de Fréjus-Toulon, llatí: Dioecesis Foroiuliensis-Tolonsis) és una seu de l'Església Catòlica a França, sufragània de l'arquebisbat de Marsella. Al 2006 tenia 660.000 batejats sobre una població de 1.100.000 habitants. Actualment està regida pel bisbe Dominique Marie Jean Rey, Comm. l'Emm.

## Territori
La diòcesi comprèn el departament francès del Var, a la regió de Provença – Alps – Costa Blava i les illes de Lerins al departament dels Alps Marítims.
La seu episcopal és la ciutat de Toló, on es troba la catedral de Santa Maria Major.
El territori s'estén sobre 6.244 km², i està dividit en 197 parròquies.

### Catedrals i basíliques
- Catedral: Santa Maria Major (Sainte-Marie-Majeure ou de-la-Sède), Toló
- Cocatedral: Sant Lleonci (Saint-Léonce), Frejús
- Ex catedral: Saint-Aiguif, Frejús
- Basílica menor: Nostra Senyora de la Victòria (Notre Dame de la Victoire), Saint-Raphaël

## Història
La data de la fundació de la diòcesi de Frejús és incerta. Ha estat testificada per primera vegada en el Concili de Valence del 374: en aquest any va ser triat bisbe Acceptus, que, per evitar aquesta càrrega, s'acusà de crims imaginaris i per aquesta raó el Concili va jutjar inadequat seu nomenament. El primer bisbe històricament documentat és sant Lleonci, esmentat en una carta del papa Bonifaci I de 419. A partir del segle v, la diòcesi va ser sufragània de l'arxidiòcesi d'Ais.
La diòcesi de Toló es testificà per primera vegada al segle v, quan el bisbe Augustale va participar en el concili d'Orange de 441. A partir del 450 va passar a formar part de la província eclesiàstica de l'arxidiòcesi d'Arle.
El bisbe Armand-Louis Bonin de Chalucet va erigir el seminari diocesà de Toló entre els segles xvii i xviii.
Després del concordat del 29 de novembre de 1801 amb la butlla Qui Christi Domini del Papa Pius VII, les dues diòcesis van ser suprimides i fusionades l'arxidiòcesi d'Ais.
Al juny de 1817 entre la Santa Seu i el Govern francès va ser estipulat un nou concordat, que va ser seguit el 27 de juliol la butlla Commissa divinitus, amb la qual el Papa restaurava la seu de Frejús. No obstant això, ja que el concordat no va entrar en vigor perquè no ratificat pel Parlament de París, aquesta erecció hi va haver cap efecte.
La diòcesi de Frejús es va restablir definitivament el 6 d'octubre de 1822 amb la butlla Paternae charitatis del mateix Papa Pius VII. Incorporava pràcticament tota l'antiga seu de Toló; va ser novament sotmesa a la metròpoli d'Ais.
Un decret concistorial del 28 de setembre de 1852, concedí als bisbes de Frejús el dret afegir al seu títol el de la seu suprimida de Toló.
El 1886 la diòcesi va cedir el districte de Grasse, excepte les illes de Lerins, en benefici de la diòcesi de Niça.
El 28 d'abril de 1957 en virtut de la butlla Qui arcana Dei del Papa Pius XII, la catedral va ser transferit de Frejús a Toló, l'antiga catedral de Frejús va convertir en co-catedral i la diòcesi va assumir el seu nom actual.
El 8 de desembre de 2002, amb la reorganització de les circumscripcions eclesiàstiques franceses, es va convertir en un sufragània de l'arxidiòcesi de Marsella.

## Cronologia episcopal

### Bisbes de Toló
- Augustale † (abans del 441 - després del 450)[2]
- Onorato ? † (citat el 451 aproximadament)
- San Graziano ? † (? - vers 472 mort)
- San Cipriano † (abans del 524 - 549 mort)[3]
- Palladio † (549[4] - després del 554)
- Desiderio I † (abans del 573 - després del 585)
- Menna † (citat el 601)
- Iltigiso ? † (citat el 614)[5]
- Mario † (citat el 636)[6]
- Anonimo † (citat el 680)[7]
- Eustorgio † (citat el 879)
- Armodo † (citat el 899)
- Jandal † (abans del 1021 - vers 1030)
- Théodad † (abans del 1031 - 1056)[8]
- Guillaume I † (25 de gener de 1056 - després del 1079)
- Arimino † (abans del 1096 - després del 1110)
- Guillaume II † (abans del 1117 - després de setembre de 1165)
- Pierre Isnard † (vers 1168 - 1183 nomenat arquebisbe d'Arle)
- Desiderio II, O.Cart. † (1183 - abans del 1201 renuncià)
- Ponce Rausianus, C.R.S.A. † (1201 - ? renuncià)
- Guillaume de Soliers † (? renuncià)
- Etienne † (1212 - vers 1223 renuncià)
- Jean Baussan † (abans d'agost de 1223 - 23 de gener de 1234 nomenat arquebisbe de Arle)
- Raymond de Saint-Jal (o Rostaing) † (1234 - 1255 mort)
- B. (Bertrand ?) † (citat el 1257)
- Gauthier Gaufredi † (abans del 1266 - 1277 mort)
- Jean † (abans del 17 de maig de 1279 - després del 1303)
- Raymond de Rostaing † (1305 - 1311 mort)
- Ponce † (citat el 1314)
- Elzéar de Glandèves † (abans del 2 d'octubre de 1317 - després del 4 de setembre de 1323)
- Hugues I † (citat el de juny de 1324)
- Pierre de Guillaume † (1325 - 6 de setembre de 1328 nomenat bisbe d'Orange)
- Foulques Chatelmi, O.P. † (6 de setembre de 1328 - 1329 mort)
- Jacques de Corvo, O.P. † (31 d'agost de 1330 - 1341 mort)
- Hugues Le Baille, O.E.S.A. † (9 de desembre de 1345 - ? mort)
- Pierre Gaufredi, O.E.S.A. † (23 de març de 1355 - 1358 mort)
- Raymond de Daron, O.E.S.A † (18 de juny de 1361 - de novembre de 1364)
- Guillaume de la Voute, O.S.B. † (13 de novembre de 1364 - 9 de desembre de 1368 nomenat bisbe de Marsella)
- Jean Stephani de Girbioto † (27 de setembre de 1368 - 1380 mort)
- Pierre de Marville, O.P. † (1 de febrer de 1395 - 4 o 5 de setembre de 1402 mort)
- Jean de Gimbrosio † (2 d'abril de 1403 - 1409 mort)
- Vitale Valentini, O.F.M. † (23 d'octubre de 1409 - després del 25 de maig de 1425 mort)[9]
- Nicolas Draconich † (després del 25 de juliol de 1427[10] - 1434 mort)
- Jean Gombard † (25 d'octubre de 1434 - ? renuncià)
- Pierre de Clapiers † (19 de setembre de 1440 - ? renuncià)
- Jean Huet † (16 de desembre de 1453 - 1483)
  - Niccolò Fieschi † (12 de setembre de 1484 - 15 de març de 1485 nomenat bisbe de Frejús) (bisbe electe)
- Jean Albriga (o de Mixon) † (27 de novembre de 1487 - 1496 renuncià)
  - Guillaume Briçonnet † (20 de desembre de 1497 - 1501 renuncià) (administrador apostòlic)
- Denis Briçonnet † (1501 - 13 de febrer de 1512 deposat)
  - Niccolò Fieschi † (8 de gener de 1514 - 30 de juliol de 1515 renuncià) (per segona vegada, administrador apostòlic)
  - Filos Roverella † (30 de juliol de 1515 - 3 de setembre de 1518 nomenat bisbe d'Ascoli Piceno) (bisbe electe)
  - Niccolò Fieschi † (3 de setembre de 1518 - 15 de juny de 1524 mort) (per tercer cop, administrador apostòlic)
  - Agostino Trivulzio † (22 de juny de 1524 - 7 de juny de 1535 renuncià) (administrador apostòlic)
- Antonio Trivulzio el jove † (7 de juny de 1535 - 25 de juny de 1559 mort)
- Girolamo Della Rovere † (26 de gener de 1560 - 12 de maig de 1564 nomenat arquebisbe de Torí)
- Thomas Jacomel, O.P. † (23 de febrer de 1565 - 1571 mort)
- Guillaume du Blanc † (30 de juliol de 1571 - de febrer de 1588 mort)
  - Sede vacante (1588-1599)
- Aegidius de Septres † (19 de juliol de 1599 - 2 de maig de 1626 mort)
- Auguste de Forbin † (21 de febrer de 1628 - 1638 mort)
- Jacques Danes de Marly † (9 de gener de 1640 - 1656 renuncià)
- Pierre Pingré † (17 de juny de 1658 - 5 de desembre de 1662 mort)
- Louis de Forbin d'Opède † (23 de juny de 1664 - 29 d'abril de 1675 mort)
- Jean de Vintimille du Luc † (27 d'abril de 1676 - 15 de novembre de 1682 mort)
- Armand-Louis Bonin de Chalucet † (4 de febrer de 1692 - 10 de juliol de 1712 mort)
- Louis de La Tour du Pin de Montauban † (26 de setembre de 1712 - 12 de setembre de 1737 mort)
- Louis-Albert Joly de Chouin † (5 de maig de 1738 - 16 d'abril de 1759 mort)
- Alessandro Lascaris di Ventimiglia † (13 de juliol de 1759 - 1785 mort)
- Elléon de Castellane-Mazangues † (24 de juliol de 1786 - 1806 mort)[11]
  - Seu suprimida

### Bisbes de Frejús
- Accetto † (374) (no confirmat)

- San Lleonci † (vers 400 - després del 431)
- Teodoro † (433 - després del 455 aproximadament)
- Asterio ? † (citat el 465)[12]
- Sant'Ausilio ? †[13]
- Vittorino † (citat el 506)
- Giovanni I † (citat el 524)
- Luperciano † (abans del 527 - després del 529)[14]
- Desiderio † (citat el 541)
- Aspettato † (abans del 549 - després del 554)
- Epifanio ? † (? - 582 mort)[15]
- Martino † (citat el 636)
- Anonimo † (citat el 788)
- Benedetto † (abans del 909 - després del 911)
- Gonterio † (abans del 949 - després del 952)
- Riculfo † (abans del 973 – finals del segle x)
- Gaucelme † (abans del 1009/1012[16] - després del 1 de desembre de 1044)
- Bertrand I † (1044 - després del 1085)
- Bérenger † (abans del 22 d'agost de 1091 - 5 de juliol de 1131 mort)
- Bertrand II † (1131 - després del 1145)
- Pierre de Montlaur † (abans del 1154 - després del 1157)
- Frédol d'Anduze † (1165/1166 - vers 1197)
- Guillaume du Pont † (abans del 30 d'octubre de 1198 - després de juliol de 1202 renuncià)
- Raimond de Capella † (abans del 20 de novembre de 1203 - 7 de març de 1206 mort)
- Bermond Cornut † (després del 23 de setembre de 1206 - després del 12 de març de 1212 nomenat arquebisbe d'Ais)
- Raimond de Puyricard † (citat el 1215)
- Olivier †[17]
- Bertrand de Favas † (abans d'agost de 1224 - després del 8 de setembre de 1233 mort)
- Raimond Berenger † (abans del 19 d'agost de 1235[18] - 15 de febrer de 1248 renuncià)
- Bertrand de Saint-Martin † (abans del 9 d'agost de 1248 - 5 de març de 1264 nomenat arquebisbe d'Avinyó)
- Pierre de Camaret † (1264 - 25 de desembre de 1266 mort)
- Guillaume de la Fonte † (1267[19] - 19 de març de vers 1280 mort)
- Bertrand Comarque † (abans del 25 de maig de 1281 - 19 de desembre de 1299 mort)
- Jacques Arnaud Duèze † (4 de febrer de 1300 - 18 de març de 1310 nomenat bisbe d'Avinyó, posteriorment elegit papa amb el nom de Joan XXII)
- Bertrand d'Aimini † (18 de març de 1310 - 1317/1318 mort)
- Barthélémy Grassi † (10 de gener de 1318 - 5 de març de 1340 mort)
- Jean d'Arpadelle † (6 de novembre de 1340 - després del 31 de maig de 1343 mort)
- Guillaume d'Aubussac † (4 de juny de 1343 - març de 1346 mort)
- Pierre Alamanni † (7 d'abril de 1346 - abans del 21 de novembre de 1348 mort)
  - Pierre du Pin † (1348 - 10 de desembre de 1348 nomenat bisbe de Viterbo i Tuscània) (bisbe electe)
  - Guillaume Amici † (2 de març de 1349 - 9 de juny de 1360 mort) (administrador apostòlic)
- Pierre Artaudi, O.P. † (1360 - 1361 mort)
- Guillaume de Ruffec † (27 d'agost de 1361 - 3 de novembre de 1364 mort)
- Raimond Daconis, O.E.S.A. † (13 de novembre de 1364 - 6 de juny de 1371 nomenat bisbe de Pamiers)
- Bertrand de Villemus † (6 de juny de 1371 - 30 de maig de 1385 mort)
  - Emanuel I † (1385) (bisbe electe)
- Louis de Bouillac † (3 d'agost de 1385 - 13 d'abril de 1405 mort)
- Gilles Juvenis † (9 de setembre de 1409 - 1 de febrer de 1422 mort)
- Jean Bélard † (3 de març de 1422 - vers 1449 mort)
- Giacomo Giovenale Orsini † (21 de novembre de 1449 - 1452 renuncià)
- Jacques Séguin † (20 d'octubre de 1452 - 1453 mort)
- Guillaume-Hugues d'Estaing † (17 de juny de 1453 - 28 d'octubre de 1455 mort)
- Jean du Bellay † (7 de novembre de 1455 - 15 d'abril de 1462 nomenat bisbe de Poitiers)
- Léon Guérinet † (15 d'abril de 1462 - 18 de juliol de 1472 renuncià)
- Réginald d'Angline † (18 de juliol de 1472 - 1472 mort)
- Urbano Fieschi † (16 de setembre de 1472 - 9 d'octubre de 1485 mort)
- Niccolò Fieschi † (14 d'octubre de 1485 - 22 d'octubre de 1488 nomenat bisbe d'Agde)[20]
- Rostan d'Ancesune † (22 d'octubre de 1488[21] - 26 de novembre de 1494 nomenat arquebisbe d'Embrun)
- Niccolò Fieschi † (25 de febrer de 1495 - 11 de novembre de 1511 renuncià) (per segona vegada)
- Urbano Fieschi † (11 de novembre de 1511 - 23 de gener de 1524 mort)
  - Franciotto Orsini † (15 de juny de 1524 - 15 de desembre de 1525 renuncià) (administrador apostòlic)
- Leone Orsini † (15 de desembre de 1525 - 11 de maig de 1564 mort)
- Bertrando de Romanis † (15 de febrer de 1566 - 19 de març de 1579 mort)
- François de Bouliers † (22 de maig de 1579 - abans del 28 de desembre de 1591 mort)
- Gérard Bellenger † (2 de desembre de 1592 - 1598 o 1599 mort)
- Barthélémy Camelin † (1 de setembre de 1599 - 12 de juny de 1637 mort)
- Pierre Camelin † (12 de juny de 1637 - febrer de 1654 mort)
- Giuseppe Zonga Ondedei † (8 de juliol de 1658 - 23 de juliol de 1674 mort)
- Antoine de Clermont † (23 de març de 1676 - 24 d'agost de 1678 mort)
- Louis d'Anglure de Bourlemont † (17 de juliol de 1679 - 15 de juliol de 1680 nomenat bisbe de Carcassona)
- Luc d'Aquin † (17 de març de 1681 - 1697 renuncià)
- Louis d'Aquin † (27 de març de 1697 - 30 de març de 1699 nomenat bisbe de Séez)
- André-Hercule de Fleury † (18 de maig de 1699 - 3 de maig de 1715 renuncià)
- Pierre de Castellane † (29 de maig de 1715 - 21 de març de 1739 mort)
- Martin du Bellay † (16 de novembre de 1739 - 4 d'agost de 1766 renuncià)
- Emmanuel de Bausset † (6 d'agost de 1766 - 1801 renuncià)
  - Sede soppressa (1801-1822)
- Charles-Alexandre de Richery † (16 de maig de 1823 - 27 de juliol de 1829 nomenat arquebisbe d'Ais)
- Louis-Charles-Jean-Baptiste Michel † (27 de juliol de 1829 - 22 de febrer de 1845 mort)
- Casimir-Alexis-Joseph Wicart † (24 d'abril de 1845 - 28 de setembre de 1855 nomenat bisbe de Laval)
- Joseph-Antoine-Henri Jordany † (20 de desembre de 1855 - 4 d'abril de 1876 jubilat)
- Joseph-Sébastien-Ferdinand Terris † (7 d'abril de 1876 - 8 d'abril de 1885 mort)
- Fédéric-Henri Oury † (10 de juny de 1886 - 26 de juny de 1890 nomenat bisbe de Dijon)
- Eudoxe-Irénée-Edouard Mignot † (26 de juny de 1890 - 14 de desembre de 1899 nomenat arquebisbe d'Albi)
- Aloys-Joseph-Eugène Arnaud † (14 de desembre de 1899 - 17 de juny de 1905 mort)
- Félix-Adolphe-Camille-Jean-Baptiste Guillibert † (21 de febrer de 1906 - 31 de maig de 1926 mort)
- Auguste-Joseph-Marie Simeone † (30 de juliol de 1926 - 22 d'octubre de 1940 mort)
- Auguste Joseph Gaudel † (24 de setembre de 1941 - 28 d'abril de 1957 nomenat bisbe de Frejús-Toló)

### Bisbes de Frejús-Toló
- Auguste Joseph Gaudel † (28 d'abril de 1957 - 30 de juny de 1960 jubilat)
- Henri-Louis-Marie Mazerat † (30 de juny de 1960 - 11 de desembre de 1961 nomenat bisbe d'Angers)
- Gilles-Henri-Alexis Barthe † (4 de maig de 1962 - 8 de febrer de 1983 jubilat)
- Joseph Théophile Louis Marie Madec † (8 de febrer de 1983 - 16 de maig de 2000 jubilat)
- Dominique Marie Jean Rey, Comm. l'Emm., des del 16 de maig de 2000

## Estadístiques
A finals del 2006, la diòcesi tenia 660.000 batejats sobre una població de 1.100.000 persones, equivalent al 60,0% del total.
| any  | població | població  | població | sacerdots | sacerdots       | sacerdots       | sacerdots             | diaques | religiosos | religiosos | parròquies |
| ---- | -------- | --------- | -------- | --------- | --------------- | --------------- | --------------------- | ------- | ---------- | ---------- | ---------- |
| any  | batejats | total     | %        | total     | clergat secular | clergat regular | batejats por sacerdot | diaques | homes      | dones      |            |
| 1950 | 350.000  | 377.100   | 92,8     | 360       | 210             | 150             | 972                   |         | 150        | ?          | 180        |
| 1969 | ?        | 556.000   | ?        | 328       | 243             | 85              | ?                     |         | 87         | 800        | 126        |
| 1980 | 563.000  | 647.000   | 87,0     | 358       | 203             | 155             | 1.572                 | 1       | 179        | 660        | 194        |
| 1990 | 560.000  | 763.500   | 73,3     | 352       | 208             | 144             | 1.590                 | 6       | 164        | 533        | 196        |
| 1999 | 700.000  | 880.000   | 79,5     | 396       | 196             | 200             | 1.767                 | 13      | 220        | 400        | 196        |
| 2000 | 700.000  | 898.000   | 78,0     | 383       | 187             | 196             | 1.827                 | 13      | 254        | 498        | 196        |
| 2001 | 700.000  | 832.291   | 84,1     | 338       | 191             | 147             | 2.071                 | 18      | 199        | 413        | 139        |
| 2002 | 628.600  | 898.000   | 70,0     | 318       | 217             | 101             | 1.976                 | 18      | 125        | 413        | 139        |
| 2003 | 628.600  | 898.000   | 70,0     | 241       | 174             | 67              | 2.608                 | 22      | 111        | 410        | 139        |
| 2004 | 627.000  | 898.000   | 69,8     | 309       | 189             | 120             | 2.029                 | 24      | 186        | 424        | 196        |
| 2006 | 660.000  | 1.100.000 | 60,0     | 307       | 204             | 103             | 2.149                 | 18      | 159        | 391        | 197        |

### Per la cronologia de Frejús
- Gaetano Moroni, Dizionario di erudizione storico-ecclesiastica, Venècia 1844, vol. XXVII, p. 241
- Denis de Sainte-Marthe, Gallia christiana, vol. I, París 1715, coll. 418-454(llatí)
- Joseph Hyacinthe Albanès, Gallia christiana novissima, Tomo I, Montbéliard 1899, coll. 305-432 (llatí)(francès)
- Louis Duchesne, Fastes épiscopaux de l'ancienne Gaule, vol. I, Paris 1907, pp. 285–286(francès)
- Pius Bonifacius Gams, Series episcoporum Ecclesiae Catholicae, Ratisbona 1873, pp. 551-552(llatí)
- Konrad Eubel, Hierarchia Catholica Medii Aevi, vol. 1 Arxivat 2019-07-09 a Wayback Machine., p. 252; vol. 2 Arxivat 2018-10-04 a Wayback Machine., p. 155; vol. 3 Arxivat 2019-03-21 a Wayback Machine., pp. 197–198; vol. 4 Arxivat 2018-10-04 a Wayback Machine., p. 189; vol. 5, pp. 203–204; vol. 6, p. 218(llatí)
- H. Espitalier, Les Evêques de Fréjus du XIIIe à la fin du XVIIIe siècle, Draguignan 1898(francès)

### Per la cronologia de Toló
- Denis de Sainte-Marthe, Gallia christiana, vol. I, París 1715, coll. 739-762 (llatí)
- Louis Duchesne, Fastes épiscopaux de l'ancienne Gaule, vol. I, Paris 1907, pp. 277–278 (francès)
- Pius Bonifacius Gams, Series episcoporum Ecclesiae Catholicae, Ratisbona 1873, pp. 636-637 (llatí)
- Konrad Eubel, Hierarchia Catholica Medii Aevi, vol. 1 Arxivat 2019-07-09 a Wayback Machine., pp. 487–488; vol. 2 Arxivat 2018-10-04 a Wayback Machine., pp. XXXIX, 252; vol. 3 Arxivat 2019-03-21 a Wayback Machine., p. 315; vol. 4 Arxivat 2018-10-04 a Wayback Machine., p. 339; vol. 5, p. 377; vol. 6, p. 404 (llatí)